# Mariage mystique de sainte Catherine (Beccafumi)
Le Mariage mystique de sainte Catherine est peinture à huile sur toile (310 × 230 cm) réalisée vers 1528 par le peintre italien de la Renaissance Domenico Beccafumi conservée au Palais Chigi-Saracini à Sienne.

## Histoire
Le tableau est signalè pour la première fois en 1538-1539 dans la chapelle Dell'Orafo de l'église Santo Spirito (Sienne). Les Vies des artistes de Vasari font  l'éloge des vêtements des saints. Sa prédelle a été supprimée et en grande partie perdue. Un panneau survit dans la collection Kress du Philbrook Museum of Art et deux  de la collection Scharf à Londres se trouvent  au Getty Museum. Deux esquisses survivent dans le Gabinetto dei Disegni e delle Stampe du musée des Offices, à Florence.

## Description et style
Sous un dais soutenu par des anges, Marie trône, en haut d'un escalier et regarde son fils et sainte Catherine de Sienne, agenouillée à droite. Quelques saints sont présents en arrière-plan, disposés selon une symétrie ordonnée,  parmi lesquels figurent les saints Pierre et Paul, saint Sigismond, saint Dominique, l'enfant Jean-Baptiste, Bernardin de Sienne et Catherine d'Alexandrie. 
Les dimensions du tableau sont de 347 × 225 cm. Son style est influencé par la La Madone au baldaquin de Raphaël et les œuvres de Fra Bartolomeo. Ce qui distingue  Beccafumi, c'est l'orchestration lumineuse et chromatique, faite d'une alternance de zones d'ombre profonde et de zones éclairées, ainsi que de couleurs douces et irisées.